# Сухенко Максим Володимирович
Макси́м Володи́мирович Сухе́нко (1981—2014) — молодший сержант батальйону патрульної служби міліції особливого призначення «Миротворець» МВС України, учасник російсько-української війни.

## Життєпис
Народився 1981 року в місті Київ. Був третьою дитиною у батьків, виростав із трьома сестрами — Марією, Оленою і Надією. Батько Володимир Данилович — фізик, мама — Сухенко (Воловчик) Ніна Степанівна, інженер-гідротехнік. 1998-го закінчив київську ЗОШ № 138. 2000 року почав працювати техніком у Центрі інформатики Міністерства культури і мистецтв України. 2003-го одружився.
Протягом лютого — червня 2014-го був волонтером, із сестрою Марією займався розробкою й пошиттям військової амуніції.
У часі війни — доброволець, старший інспектор, батальйон патрульної служби міліції особливого призначення «Миротворець».
29 серпня 2014 року виходив разом з українськими військами з Іловайського оточення. У «зеленому коридорі» в районі хутора Горбатенко російські десантники їх обстріляли, дістав поранення обох ніг. Його перенесли до хати, де вже були поранені бійці. Помер від втрати крові.
Тимчасово був похований місцевими мешканцями на сільському кладовищі — разом з бійцями батальйонів «Миротворець» Катричем В'ячеславом, Олексієм Гораєм, Романом Набєговим, «Херсон» Олексієм Вовченком, «Світязь» Віктором Шолухою.
15 вересня 2014 року тіло Максима Сухенка ексгумували й перевезли до Запоріжжя пошуковці місії «Експедиція-200» («Чорний тюльпан»). 18 вересня тіло привезли до Києва.
Похований 21 вересня 2014-го в Києві на Лук'янівському військовому кладовищі.
Вдома залишились дружина Світлана та дві доньки — Марія 2004 р.н й Олена 2006 р.н.

## Пам'ять
Георгій Тука так написав про Максима:

| Таких, как Макс — немного… С первых дней он всем сердцем переживал за нашу Родину, за тех парней, которых посылают на убой тупые командиры… Часто мы садились на лавочке возле моего дома и говорили-говорили-говорили… и не могли наговориться! Это было еще ранним летом… Имея небольшой пошивочный цех, Макс первым откликнулся на мою просьбу в ФБ по пошиву флагов Украины! Именно от него я узнал что такое „разгрузка“, именно он объяснил мне, что такое „кордура“… У него было молодое и очень большое сердце! И это сердце болело! Болело постоянно! Болело за нашу Родину! |

## Нагороди і вшанування
За особисту мужність і героїзм, виявлені у захисті державного суверенітету та територіальної цілісності України, вірність військовій присязі під час російсько-української війни
- нагороджений орденом «За мужність» III ступеня (26.2.2015, посмертно).
- медаль ВГО «Країна» «Доброволець АТО» (посмертно).
- Його портрет розміщений на меморіалі «Стіна пам'яті полеглих за Україну» в Києві: секція 3, ряд 10, місце 30
- Вшановується 29 серпня на щоденному ранковому церемоніалі вшанування українських захисників, які загинули цього дня в різні роки внаслідок російської збройної агресії[2]
- Іловайський Хрест (посмертно)
- На честь Максима Сухенка на будівлі спеціалізованої школи № 138 І—ІІІ ступенів Шевченківського району міста Києва відкрито меморіальну дошку